# Ким Нахён
Ким Нахён (кор. 김나현; род. 3 января 2000, Сеул, Республика Корея) — южнокорейская фигуристка, выступавшая в одиночном катании. Бронзовый призёр чемпионата Республики Корея (2017), серебряный призёр челленджера Lombardia Trophy (2016) и участница чемпионата четырёх континентов (2016, 2017).

## Карьера
Ким родилась 3 января 2000 года в Сеуле. Начала заниматься фигурным катанием в 2006 году. На всём протяжении спортивной карьеры каталась под руководством Чхве Хёнгён. Над хореографией и постановкой программ работала с Син Йеджи.
В юниорские годы выступала в соответствующей серии Гран-при. За три сезона она приняла участие в шести максимально возможных этапах, показывая стабильные результаты. Она неизменно финишировала в пределах с пятого по восьмое место.
В 2014 году представила программы в рамках юниорского чемпионата мира. Кроме Ким на старт вышли сорок одиночниц, среди которых кореянка заняла десятое место. Автор портала Absolute Skating Венета Янева, обозревая эти соревнования, характеризовала Ким как талантливую фигуристку.
По выходе во взрослое катание завоевала серебро челленджера Lombardia Trophy 2016. Дважды участвовала в престижном чемпионате четырёх континентов. В 2016 году завершила турнир девятой, а в следующем сезоне из-за травы снялась после короткого проката.
В январе 2017 года расположилась на третьей позиции чемпионата Южной Кореи, опередив в борьбе за бронзу Чхве Дабин на тридцать сотых балла. Будучи студенткой Университета Корё, состязалась на Универсиаде 2019, проходившей в Красноярске.

## Результаты
CS: Challenger Series
| Соревнования                | 12/13         | 13/14         | 14/15         | 15/16         | 16/17         | 17/18         | 18/19         |
| Международные               | Международные | Международные | Международные | Международные | Международные | Международные | Международные |
| --------------------------- | ------------- | ------------- | ------------- | ------------- | ------------- | ------------- | ------------- |
| Четыре континента           |               |               |               | 9             | WD            |               |               |
| Азиатские игры              |               |               |               |               | 13            |               |               |
| Гран-при Канады             |               |               |               |               | 8             |               |               |
| CS Autumn Classic           |               |               |               |               | 6             |               |               |
| CS Lombardia Trophy         |               |               |               |               | 2             | 25            |               |
| Универсиада                 |               |               |               |               |               |               | 21            |
| Международные среди юниоров |               |               |               |               |               |               |               |
| Чемпионат мира              |               | 10            |               |               |               |               |               |
| Гран-при Польши             |               | 5             |               | 6             |               |               |               |
| Гран-при США                |               |               |               | 8             |               |               |               |
| Гран-при Чехии              |               |               | 6             |               |               |               |               |
| Гран-при Эстонии            |               |               | 5             |               |               |               |               |
| Гран-при Латвии             |               | 5             |               |               |               |               |               |
| Asian Open Trophy           |               | 4             | 5             |               |               |               |               |
| Национальные                |               |               |               |               |               |               |               |
| Чемпионат Республики Корея  | 6             | 6             | 17            | 11            | 3             | 14            |               |